# Black Eyes (Black Eyes)
Black Eyes è l'album d'esordio del gruppo post-hardcore omonimo, pubblicato nel 2003.

## Tracce
1. Someone Has His Fingers Broken – 4:30
2. A Pack of Wolves – 2:02
3. Yes, I Confess – 4:09
4. On the Sacred Side – 1:58
5. Nine – 3:04
6. Speaking in Tongues – 3:10
7. Deformative – 2:27
8. King's Dominion – 2:26
9. Day Turns Night – 4:54
10. Letter to Raoul Peck – 2:57

## Formazione
- Hugh - voce, basso
- Daniel - voce, chitarra
- Dan - batteria
- Jacob - basso
- Mike - batteria